# スマイル (ブライアン・ウィルソンのアルバム)
『スマイル』（SMiLE）は、アメリカのロック・バンド、ビーチ・ボーイズが1967年に発表する予定であった未完成アルバム、ならびにビーチ・ボーイズのリーダーであったブライアン・ウィルソンがそれを再構築し、2004年に発表したアルバムである。

## 概要
元々本作はビーチ・ボーイズ名義で1967年に発表予定であったが、製作が中止されたことで長い間「ロック界で最も有名な未発表アルバム」と呼ばれるようになった。
その後2004年にヴァン・ダイク・パークスやワンダーミンツとの共同制作のもと、ブライアンのソロ・アルバムとして37年ぶりに発表された。
2011年11月、キャピトル・レコードがお蔵入りになっていたビーチ・ボーイズの1966〜1970年のオリジナル・セッションを再編集し、『The Smile Sessions』としてリリースした。ブライアン版で追加された新たなメロディや歌詞は補われることなく欠落したままとなっているが、ディスク1のオリジナル・アルバム部分の曲順は、ほぼブライアン版に準じたものとなっている。

## コンセプト
ブライアンはビーチ・ボーイズ時代の『ペット・サウンズ』製作中に、犬が人々から「振動」を感じることができるという母親オードリー・ウィルソンの言葉から、新しい曲の制作を始めた。結果「グッド・ヴァイブレーション」となった。同曲は当時最も高価で複雑なレコーディング技術によって録音され、技術史上のマイルストーンとなっている。続いてブライアンは「神へのティーンエイジ・シンフォニー」と呼んだアルバムの制作に取りかかった。アルバムにふさわしい曲を録音するため、風変わりなサウンドと「グッド・ヴァイブレーション」を成功させた革新的技術が使用された。アルバムは、『ダム・エンジェル（Dumb Angel）』と名付けられたが、すぐに『スマイル』と変更された。
『スマイル』の収録セッションはブライアンとパークスとの共同作業となった。彼らは「サーフズ・アップ」「ワンダフル」「キャビネッセンス」「ウィンド・チャイムズ」と言った多くの曲を共作した。

## レコーディング
オリジナルの「スマイル」のレコーディングはブライアン主導で進められ、コーラス以外の全てのパートがブライアン、および「レッキング・クルー」と呼ばれるスタジオ・ミュージシャンたちによって収録された。
レコーディングおよび作曲では『ペット・サウンズ』のレコーディング末期に「グッド・ヴァイブレーション」で試みられ成功した手法が全面的に採用された。その手法とは、「フィールズ」と呼ばれる楽曲の断片を多数収録しておき、それらを繋ぎ合わせて1曲とするものである。マスターテープが完全な形で保存されておらず正確な数は判明していないが、後年ブートレグによって膨大な量のフィールズ（すでに繋ぎが完了しているものも含む）が収録されていたことが確認されている。
この手法では異なる曲に同じフレーズを登場させること（クラシックにおけるモチーフ同様の用法）が可能であり、当初からコンセプト・アルバムとして製作された本作において、サウンド面でも統一感を持たせる効果が期待された。しかし一方で、相当の集中力と創造力、さらに神経の細やかさが必要なのは想像に難くなく、結果的にこの手法自体が製作中断の大きな要因となってしまう。
2004年に発売された「スマイル」は、ブライアンのソロライヴでの演奏を忠実にスタジオ上で再現したもので、レコーディングはわずかな日数で完了している。

## 計画の崩壊
ブライアンの精神状態の悪化などから『スマイル』は発売中止となり、収録が予定されていた曲のいくつかは、『スマイリー・スマイル』に流用され、もしくはアレンジを変えて再録音された。また新たなオーヴァーダブが加えられた上で、「キャビネッセンス」は『20/20』で、「サーフズ・アップ」は『サーフズ・アップ』で流用され、コンセプト・アルバムとなる予定だった『スマイル』は、バラバラな断片となってしまった。1972年にこれまで発表した『スマイル』関連音源をまとめ、多少の新録音を加えてワーナー・リプリーズ・レコードからリリースする計画が立ったが、これもブライアンの精神状態の悪化により流れてしまった。

## 曲目
1. アワ・プレイヤー/ジー - Our Prayer/Gee（Brian Wilson）
2. 英雄と悪漢  - Heroes and Villains（Brian Wilson/Van Dyke Parks）
3. ロール・プリマス・ロック - Roll Plymouth Rock（Brian Wilson/Van Dyke Parks）
4. バーンヤード - Barnyard（Brian Wilson/Van Dyke Parks）
5. オールド・マスター・ペインター/ユー・アー・マイ・サンシャイン - Old Master Painter/You are My Sunshine（Haven Gillespie/Beasley Smith）/（Jimmy Davis）
6. キャビン・エッセンス - Cabin Essence（Brian Wilson/Van Dyke Parks）
7. ワンダフル - Wonderful（Brian Wilson/Van Dyke Parks）
8. ソング・フォー・チルドレン - Song for Children（Brian Wilson/Van Dyke Parks）
9. チャイルド・イズ・ファザー・オブ・ザ・マン - Child is Father of the Man（Brian Wilson/Van Dyke Parks）
10. サーフズ・アップ - Surf's Up（Brian Wilson/Van Dyke Parks）
11. アイム・イン・グレイト・シェイプ/アイ・ウォナ・ビー・アラウンド/ワークショップ - I'm in Great Shape/I Wanna Be Around/Workshop（Brian Wilson/Van Dyke Parks）/（Johnny Mercer/Sadie Vimmerstedt）/（Brian Wilson）
12. ベガ・テーブルス - Vega-Tables（Brian Wilson/Van Dyke Parks）
13. オン・ア・ホリデイ - On a Holiday（Brian Wilson/Van Dyke Parks）
14. ウィンド・チャイムズ - Wind Chimes（Brian Wilson/Van Dyke Parks）
15. ミセス・オレアリーズ・カウ - Mrs. O'Leary's Cow（Brian Wilson）
1871年に起きたシカゴ大火を題材としている。
16. イン・ブルー・ハワイ - In Blue Hawaii（Brian Wilson/Van Dyke Parks）
17. グッド・ヴァイブレーション - Good Vibrations（Brian Wilson/Michael Love/Tony Asher）